# Philonotis treubii
Philonotis treubii là một loài rêu trong họ Bartramiaceae. Loài này được M. Fleisch. Broth. mô tả khoa học đầu tiên năm 1904.